# Tappeh Sabz
Tappeh Sabz (persiska: تپّه سبز) är en ort i Iran.   Den ligger i provinsen Kermanshah, i den västra delen av landet, 400 km väster om huvudstaden Teheran. Tappeh Sabz ligger 1 310 meter över havet och antalet invånare är 106.
Terrängen runt Tappeh Sabz är kuperad åt nordväst, men åt sydost är den platt. Runt Tappeh Sabz är det ganska tätbefolkat, med 185 invånare per kvadratkilometer. Närmaste större samhälle är Tappeh Afshār, 7,6 km öster om Tappeh Sabz. Trakten runt Tappeh Sabz består till största delen av jordbruksmark.